# Håkanssons Industrier
Håkanssons Industrier AB var ett svenskt verkstadsföretag i Åmål med gjuteri, snickerifabrik och emaljverkstad.
Håkanssons Industrier grundades 1944 av bröderna Gustaf, Bror och Karl Håkansson. Med sig i starten hade företaget bland annat kunskap om härdning med ny metod som utvecklats av härdmästaren Gustaf Håkansson och tidigare av brödernas far, härdmästaren Lars Håkansson. 
Håkanssons Industrier tillverkade elektriska spisar, planslipningsmaskiner, metallbandsågblad, trähjul och grövre snickerier samt produkter av aducerjärn. Det köptes 1971 av Electrolux. Det tillverkade då elspisar, kompressorkylskåp, absorptionskylskåp till husvagnar, eltoaletter och bandsågblad.
Tillverkningen av bandsågblad ingick inte i försäljningen till Electrolux, utan fortsatte i Åmål i företaget Håkansson Sågblad AB. 
Företaget hade 300 anställda industriarbetare 1947. År 1970 var det totala antalet anställda 470 och omsättningen 47 miljoner kronor.